# 성일고등학교 (전북)
성일고등학교(聖一高等學校)는 대한민국 전북특별자치도 익산시 황등면 황등리에 있는 사립 고등학교이다.

## 학교 연혁
- 1980년 3월 1일 : 초대 김재두 교장 취임
- 1983년 12월 18일 : 황등고등학교로 학칙 변경
- 1989년 10월 26일 : 보통과 1학급 증설 인가
- 1991년 10월 20일 : 교사 3층(4교실) 증축
- 1992년 3월 1일 : 성일고등학교로 교명 변경
- 2023년 12월 20일 : 제42회 졸업식(연 3,687명)
- 2023년 12월 27일 : 제20대 소종수 이사장 취임
- 2024년 9월 1일 : 제10대 소병철 교장 취임

## 참고 자료
- 성일고등학교 - 한국교육학술정보원 학교알리미